# Menhir de Luguenez
Le menhir de Luguenez est situé sur la commune de Beuzec-Cap-Sizun dans le Finistère, en région Bretagne.

## Historique
Il est classé au titre des monuments historiques par arrêté du 10 janvier 1924.

## Description
Le menhir de Luguenez mesure environ 2,50 m de haut. 